# Kanetake Ebikawa
Kanetake Ebikawa (海老川 兼武?, Ebikawa Kanetake; 28 dicembre 1973) è un mecha designer giapponese.

## Anime
- Blue Submarine No. 6 (1998, mechanical design, monitor graphics)[2][3][4][5][6]
- Melty Lancer (1999, mechanical design)[5]
- Gate Keepers (2000, monitor graphics)[5]
- Vandread (2000, mechanical design)[3][4][5][6]
- Vandread the second stage (2001, mechanical design)[5]
- i-wish you were here- (2001, mechanical design, monitor graphics)[5][6]
- Full Metal Panic! (2001, mechanical design, monitor graphics)[2][3][4][5][6][7]
- Vandread Fetal Chapter (2001, mechanical design)
- Yukikaze (2002, mechanical design, monitor graphics)[5][6]
- Kiddy Grade (2002, mechanical design, monitor graphics)[3][4][5][6][8]
- Vandread Battle Chapter (2002, mechanical design)
- Submarine 707R (2003, monitor graphics)[5]
- Kimi ga Nozomu Eien (2003, mechanical design, monitor graphics)[3][4][5][9][10]
- Fullmetal Alchemist (2003, special effects)[5]
- Kurau Phantom Memory (2004, monitor graphics)[5]
- Bakuretsu Tenshi (2004, mechanical design)[3][4][5]
- Eureka Seven (2005, monitor graphics)[5]
- Air (2005, mechanical design)[5]
- Kirameki Project (2005, mechanical design, monitor graphics)[3][4][5]
- Full Metal Panic! The Second Raid (2005, mechanical design)[5][11]
- Saishū Heiki Kanojo Another love song (2005, monitor graphics)[5]
- SoltyRei (2005, mechanical design)[5]
- Fullmetal Alchemist - The Movie: Il conquistatore di Shamballa (2005, special effects)[5]
- Ouran High School Host Club (2006, episodio 9 game graphics)[5]
- Jyu-Oh-Sei (2006, episodio 11 monitor graphics)[5]
- Full Metal Panic! (2006, mechanical design of Lævatein)
- Full Metal Panic! The Second Raid Special OVA (2006, mechanical design)
- La malinconia di Haruhi Suzumiya (2006, episodio 11 mechanical design)[5]
- Sōkō no Strain (2006, mechanical design, monitor graphics)[3][4][5]
- Mai Otome Zwei (2006, monitor graphics)[5]
- Idolmaster: Xenoglossia (2007, monitor graphics)[5]
- Kishin Taisen Gigantic Formula (2007, design works, Gigantic design, monitor graphics)[2][3][4][5]
- Mobile Suit Gundam 00 (2007-2008, mechanical design of Gundam Exia, 00 Gundam, Ptolemaios ecc.)[4][8][11]
- Dariusburst (2009, mechanical designer) [5]
- Mobile Suit Gundam AGE (2011, one of the mechanical designers)[12]

## Romanzi
- Full Metal Panic! (1998, mechanical design)[5]
- Eighty Elite (2003, mechanical design)[5]
- Full Metal Panic!: Another (2011, mechanical design)[13]

## Videogiochi
- Chō Jikū Yōsai Macross: Ai Oboete Imasu ka (1997, monitor graphics, special effects)[5]
- Macross VF-X2 (1999, monitor graphics)[5]
- Blue Submarine No. 6: Saigetsu Fumahito Time and Tide (2000, mechanical design, monitor graphics)[5]